# Absolutely Live
Absolutely Live је шести албум америчке рок групе The Doors, изашао 1970. године. Албум је снимљен уживо на концертима у Филаделфији, Њујорку, Питсбургу, Бостону и Лос Анђелесу 1969. и 1970. године.

## Списак песама
1. -{House Announcer (Live Philadelphia '70.) (2:40)
2. Who Do You Love? (Live New York '70.) (6:02)
3. Alabama Song (Whiskey Bar) (Live New York '70.) (1:51)
4. Back Door Man (Live New York '70.) (2:22)
5. Love Hides (Live Pittsburg '70.) (1:48)
6. Five To One (Live New York '70.) (4:34)
7. Build Me A Woman (Live Boston '70.) (3:33)
8. When The Music's Over (Live New York '70.) (16:16)
9. Close To You (Live Pittsburg '70.) (4:04)
10. Universal Mind (Live New York '70.) (4:54)
11. Petition The Lord With Prayer (Live New York '70.) (0:52)
12. Dead Cats, Dead Rats (Break On Through #2) (Live) (1:54)
13. Break On Through (To The Other Side) (Live) (4:40)
14. The Celebration Of The Lizard: Lions In The Street (Live L.A. '69.) (1:14)
15. The Celebration Of The Lizard: Wake Up (Live L.A. '69.) (1:23)
16. The Celebration Of The Lizard: A Little Game (Live L.A. '69.) (1:10)
17. The Celebration Of The Lizard: The Hill Dwellers (Live L.A. '69.) (2:35)
18. The Celebration Of The Lizard: Not To Touch The Earth (Live L.A. '69.) (4:19)
19. The Celebration Of The Lizard: Names Of The Kingdom (Live L.A. '69.) (1:24)
20. The Celebration Of The Lizard: The Palace Of Exile (Live L.A. '69.) (2:24)
21. Soul Kitchen (Live New York '70.) (7:10)}-